# Vader en Zoon (beeldenpaar)
Vader en Zoon is een beeldenpaar aan de Dr. Samuel Kafiluddistraat in Paramaribo in Suriname. Het staat voor het ministerie van Onderwijs, Wetenschap en Cultuur.
Het werd gemaakt door Stuart Robles de Medina en symboliseert de overdracht van kennis van vader op zoon. Hij won er de eerste prijs mee in een prijsvraag die door Sticusa was uitgeschreven. De juryleden, Wim Bos Verschuur en Alphons Maynard (beide kunstenaar), H. Mitrasing (architect) en André Loor (historicus), kozen zijn inzending uit zestien kunstwerken van negen kunstenaars.
Het beeld werd op 23 november 1977 onthuld ter gelegenheid van het 25-jarige jubileum van Sticusa. De onthulling gebeurde in de Surinaamse ambassade in Den Haag door middel van de overhandiging door de voorzitter van Sticusa P.J. Verdam aan de Surinaamse ambassadeur Wim van Eer.
De Stichting Culturele Samenwerking (Sticusa) begon met haar werk in 1948 en was actief in Suriname, Indonesië en de Nederlandse Antillen. Het doel was om op cultureel gebied de onderlinge samenwerking te bevorderen. In Suriname was er nauwe samenwerking met het Cultureel Centrum Suriname.